# Калина (река)
Калина или Ружденската река, или Гюреджишката река, или Сушица (на гръцки: Ξηροπόταμος, Ксиропотамос) е река в Егейска Македония, Северна Гърция.

## Път
Реката извира в планината Щудер югоизточно над село Руждене (Гюреджик, на гръцки Гранитис). Тече на североизток и излиза във високата Ружденска котловина, тече на изток и минава през селото. След това навлиза в Ружденския пролом между Щудер на изток и Боздаг на запад. Приема левия си приток Драгов дол (Дросеро) и завива на югоизток. Приема левия си приток Мирино и завива на юг. Приема левия си приток Белен дере (Врахорема), левите Джавлар дере, (Агриорема) Арап дере и Гюлнаница и десния Сарп Гириз. Тук вече носи името Сушица или Куру чай. Излиза от пролома североизточно от село Кобалища (Кокиногия), поема на югозапад, минава източно от Кобалища и се влива в Панега.